# Anisacanthus pumilus
Anisacanthus pumilus är en akantusväxtart som först beskrevs av Friedrich Gottlieb Dietrich, och fick sitt nu gällande namn av Christian Gottfried Daniel Nees von Esenbeck. Anisacanthus pumilus ingår i släktet Anisacanthus och familjen akantusväxter. Inga underarter finns listade i Catalogue of Life.